# Xabea
Xabea is een geslacht van rechtvleugeligen uit de familie krekels (Gryllidae). De wetenschappelijke naam van dit geslacht is voor het eerst geldig gepubliceerd in 1869 door Francis Walker.

## Soorten
Het geslacht Xabea omvat de volgende soorten:
- Xabea atalaia Otte & Alexander, 1983
- Xabea decora Walker, 1869
- Xabea elderra Otte & Alexander, 1983
- Xabea furcata Chopard, 1927
- Xabea inermis Chopard, 1930
- Xabea latipennis Chopard, 1969
- Xabea leai Chopard, 1951
- Xabea levissima Gorochov, 1992
- Xabea maculata Chopard, 1930
- Xabea podoscirtoides Chopard, 1951
- Xabea recticercis Chopard, 1969
- Xabea tumbarumba Otte & Alexander, 1983
- Xabea wyebo Otte & Alexander, 1983
- Xabea zonata Chopard, 1969